# アイドルNO編集ぶらり旅 そのまんま流
『アイドルNO編集ぶらり旅 そのまんま流』は、2016年12月から2017年9月まで、吉本興業が運営していたアイドル専門チャンネルKawaiian TVと提携して、ひかりTVがオリジナル番組を制作・編成していたKawaiian for ひかりTVと、その４Kサービス専用チャンネルであるKawaiian for ひかりTV 4Kにて放送されていた旅番組・バラエティ番組である。

## 番組概要
異なるアイドルグループに所属するほぼ初対面の3人が東京近郊の観光スポットやプレイスポットを旅する番組である。３０分間まったくカメラを止めずに「NO編集」で撮影しながら旅を行うというルールが本番組の特徴である。後継番組として、NO編集バラエティー ありのままのアイドル2 (事情があった。

## 出演者
- 大矢梨華子(当時、ベイビーレイズJAPAN に所属)
- 新井愛瞳(アップアップガールズ（仮）)
- 宮本茉凜 (当時、アイドルネッサンス に所属) 進行役
- ゲスト レギュラー出演者が欠席の時に代打として出演

## 放送内容
| #  | 放送日         | 旅先・内容・訪問店                                                                    | 備考                                                      |
| -- | -------------- | ------------------------------------------------------------------------------------- | --------------------------------------------------------- |
| 1  | 2016年12月17日 | 「東京タワー編(1)」 メインデッキ1F                                                    |                                                           |
| 2  | 2016年12月24日 | 「東京タワー編(2)」 メインデッキ2F                                                    |                                                           |
| 3  | 2016年12月31日 | 「深大寺編(1)」 鬼太郎茶屋、目玉のおやじまん、嶋田屋、あめや                          |                                                           |
| 4  | 2017年1月7日   | 「深大寺編(2)」 むさし野深大寺窯、本堂                                                |                                                           |
| 5  | 2017年1月21日  | 「高尾山編(1)」 高尾登山電鉄(天狗焼)、ひっぱり蛸、権現茶屋                            |                                                           |
| 6  | 2017年1月28日  | 「高尾山編(2)」 権現茶屋、六根清浄石車、高尾山薬王院、高尾山山頂                      |                                                           |
| 7  | 2017年2月4日   | 「秋川渓谷 アイドル女子会編(1)」 黒茶屋(勾玉豆腐・お食事)                             |                                                           |
| 8  | 2017年2月11日  | 「秋川渓谷 アイドル女子会編(2)」 黒茶屋(お食事)                                       |                                                           |
|    | 2017年2月18日  | 特別編・「イッキ観せスペシャル 東京タワー編」                                         |                                                           |
| 9  | 2017年2月25日  | 「浅草編(1)」 雷門、仲見世商店街(梅林堂、寺小屋本舗、杵屋)                            | ゲスト 林愛夏。大矢梨華子は他仕事の為、途中で撤収。       |
| 10 | 2017年3月4日   | 「浅草編(2)」 雷門、浅草寺本堂、伝法院通(浅草公会堂)、六区ブロードウェイ              | ゲスト 林愛夏。 欠席 大矢梨華子。                         |
| 11 | 2017年3月11日  | 「合羽橋編(1)」 かっぱ橋装飾、つば屋、元祖食品サンプル屋                              | ゲスト 古川小夏。 欠席 新井愛瞳。                         |
| 12 | 2017年3月18日  | 「合羽橋編(2)」 食品サンプル体験(海老天ぷら・レタス)。元祖食品サンプル屋              | ゲスト 古川小夏。 欠席 新井愛瞳。                         |
| 13 | 2017年3月25日  | 「戸越銀座編(1)」 おめで鯛焼き本舗、中津からあげ 渓、東京メロンパン                   | ゲスト 山口めろん。 欠席 大矢梨華子。                     |
| 14 | 2017年4月1日   | 「戸越銀座編(2)」 ザック、龍輝、後藤蒲鉾店、戸越八幡神社                              | ゲスト 山口めろん。 欠席 大矢梨華子。                     |
| 15 | 2017年4月8日   | 「東白楽・わんこそば対決編(1)」 たち花                                                | ゲスト 山口めろん。 欠席 大矢梨華子。                     |
| 16 | 2017年4月15日  | 「東白楽・わんこそば対決編(2)」 たち花                                                | ゲスト 山口めろん。 欠席 大矢梨華子。                     |
| 17 | 2017年4月22日  | 「オムライス作り編(1)」 丸正食品総本店、パティア四ツ谷店                              | ゲスト 比嘉奈菜子。 欠席 宮本茉凜。                       |
| 18 | 2017年4月29日  | 「オムライス作り編(2)」 パティア四ツ谷店                                              | ゲスト 比嘉奈菜子。 欠席 宮本茉凜。                       |
| 19 | 2017年5月6日   | 「足つぼ編(1)」 ドクターフット池袋東口店                                              | ゲスト 比嘉奈菜子。 欠席 新井愛瞳。                       |
| 20 | 2017年5月13日  | 「足つぼ編(2)」 ドクターフット池袋東口店                                              | ゲスト 比嘉奈菜子。 欠席 新井愛瞳。                       |
| 21 | 2017年5月20日  | 「ゲーム編(1) ジェンガ」 吉本興業東京本部(新宿)                                       | ゲスト 原田珠々華。 欠席 宮本茉凜。                       |
| 22 | 2017年5月27日  | 「ゲーム編(2) ツイスター (ゲーム)」 吉本興業東京本部(新宿)                            | ゲスト 原田珠々華。 欠席 宮本茉凜。                       |
| 23 | 2017年6月3日   | 「すずちゃんにお話を聞こう！編」 BELSEEDS CAFE(新大久保)                              | ゲスト 原田珠々華。 欠席 宮本茉凜。                       |
| 24 | 2017年6月10日  | 「ストレッチ編」 ストレッチ屋さん恵比寿本店                                           | ゲスト 原田珠々華、吉川茉優。 欠席 大矢梨華子、新井愛瞳。 |
| 25 | 2017年6月17日  | 「ボルダリング編(1)」 エナジークライミングジム高田馬場店                              |                                                           |
| 26 | 2017年6月24日  | 「ボルダリング編(2)」 エナジークライミングジム高田馬場店                              |                                                           |
| 27 | 2017年7月1日   | 「ゴルフ編(1)」 BAGUS新宿靖国通り店                                                   |                                                           |
| 28 | 2017年7月8日   | 「ゴルフ編(2)」 BAGUS新宿靖国通り店                                                   |                                                           |
| 29 | 2017年7月15日  | 「バーベキュー編(1)」 ITALIAN BBQ CARVINO(水道橋)                                     |                                                           |
| 30 | 2017年7月22日  | 「バーベキュー編(2)」 ITALIAN BBQ CARVINO(水道橋)                                     |                                                           |
| 31 | 2017年7月29日  | 「バーベキュー編(3) 2択の質問コーナー・前編」 ITALIAN BBQ CARVINO(水道橋)             |                                                           |
| 32 | 2017年8月5日   | 「バーベキュー編(4) 2択の質問コーナー・後編＆女子トーク」 ITALIAN BBQ CARVINO(水道橋) |                                                           |
| 33 | 2017年8月12日  | 「UFOキャッチャー編」 アドアーズ渋谷店                                                |                                                           |
| 34 | 2017年8月19日  | 「VRゲーム編」VR PARK TOKYO(渋谷)                                                     |                                                           |
| 35 | 2017年8月26日  | 「フィールドアスレチック編(1)」運動の森自然公園 成田エアポートコース                  | ゲスト 仙石みなみ、佐保明梨。 欠席 大矢梨華子、宮本茉凜。 |
| 36 | 2017年9月2日   | 「フィールドアスレチック編(2)」運動の森自然公園 成田エアポートコース                  | ゲスト 仙石みなみ、佐保明梨。 欠席 大矢梨華子、宮本茉凜。 |
| 37 | 2017年9月9日   | 「吉祥寺・ハーモニカ横丁編(1)」上海 焼き小籠包、MAPLE HOUSE、サトウ                   | ゲスト 吉川茉優。 欠席 新井愛瞳。                         |
| 38 | 2017年9月16日  | 「吉祥寺・ハーモニカ横丁編(2)」サトウ、天音、HARMONICA Quina、                        | ゲスト 吉川茉優。 欠席 新井愛瞳。                         |
| 39 | 2017年9月23日  | 「吉祥寺・井の頭恩賜公園編(1)」 井の頭自然文化園                                      | ゲスト 吉川茉優。 欠席 新井愛瞳。                         |
| 40 | 2017年9月30日  | 「吉祥寺・井の頭恩賜公園編(2)」 井の頭自然文化園                                      | ゲスト 吉川茉優。 欠席 新井愛瞳(VTR出演)。                |